# Fly (Sarah-Brightman-Album)
Fly (englisch für „Fliegen“) ist das vierte Studioalbum der englischen Sängerin Sarah Brightman. Es erschien ursprünglich am 1. Dezember 1995 über das Label EastWest Records. Am 22. November 1996 wurde es mit der Hitsingle Time to Say Goodbye (Con te partirò) wiederveröffentlicht.

## Musikstil und Produktion
Das Album ist den Genres Popmusik und Crossover zuzuordnen. Sarah Brightmans Soprangesang wird dabei mit Elementen Elektronischer Musik kombiniert. Fly wurde von dem deutschen Musikproduzenten Frank Peterson produziert.

## Covergestaltung
Das Albumcover zeigt Sarah Brightman, die in Schwarz gekleidet ist und den Betrachter ansieht, während sie ihre Hände der Kamera entgegenstreckt. Im Hintergrund ist ein netzförmiges Gebilde in blauen Farbtönen zu sehen und im unteren Teil des Bildes steht der weiße Schriftzug Sarah Brightman Fly.
| Professionelle Bewertungen | Professionelle Bewertungen |
| -------------------------- | -------------------------- |
| Kritiken                   |                            |
| Quelle                     | Bewertung                  |
| allmusic                   | [ 2 ]                      |

## Gastbeiträge
Auf zwei bzw. drei Liedern des Albums sind neben Sarah Brightman weitere Künstler zu hören. So ist auf der, nur auf der Wiederveröffentlichung von 1996 enthaltenen, Hitsingle Time to Say Goodbye (Con te partirò) der italienische Tenor Andrea Bocelli vertreten. Der britische Rocksänger Chris Thompson hat einen Gastauftritt beim Song How Can Heaven Love Me, während Sarah Brightman auf dem Titel Something in the Air von dem britischen Popsänger Tom Jones unterstützt wird.

## Titelliste
| #     | Titel                                | Gastmusiker    | Länge |
| ----- | ------------------------------------ | -------------- | ----- |
| 1 (*) | Time to Say Goodbye (Con te partirò) | Andrea Bocelli | 4:04  |
| 2     | The Fly                              |                | 2:55  |
| 3     | Why                                  |                | 5:11  |
| 4     | Murder in Mairyland Park             |                | 3:38  |
| 5     | How Can Heaven Love Me               | Chris Thompson | 3:44  |
| 6     | A Question of Honour                 |                | 6:34  |
| 7     | Ghost in the Machinery               |                | 4:23  |
| 8     | You Take My Breath Away              |                | 6:49  |
| 9     | Something in the Air                 | Tom Jones      | 4:22  |
| 10    | Heaven Is Here                       |                | 4:03  |
| 11    | I Loved You                          |                | 4:09  |
| 12    | Fly                                  |                | 2:51  |

(*) Das Lied Time to Say Goodbye (Con te partirò) ist nur auf der Album-Wiederveröffentlichung von 1996 enthalten.

## Chartplatzierungen und Singles
Das Album stieg am 15. Januar 1996 auf Platz 97 in die deutschen Charts ein und erreichte am 20. Mai mit Rang 54 die vorläufige Höchstposition. Nach Wiederveröffentlichung stieg es am 9. Dezember 1996 erneut in die Charts ein und erreichte am 20. Januar 1997 mit Rang 20 die Bestplatzierung. Insgesamt hielt sich Fly mit Unterbrechungen 30 Wochen in den Top 100. Auch in Österreich und der Schweiz erreichte das Album die Charts. In den deutschen Jahrescharts 1997 belegte der Tonträger Rang 99.
| ChartsChartplatzierungen | Höchstplatzierung | Wochen |
| ------------------------ | ----------------- | ------ |
| Deutschland (GfK)        | 20 (30 Wo.)       | 30     |
| Österreich (Ö3)          | 16 (14 Wo.)       | 14     |
| Schweiz (IFPI)           | 30 (4 Wo.)        | 4      |

| ChartsJahrescharts (1997) | Platzierung |
| ------------------------- | ----------- |
| Deutschland (GfK)         | 99          |

Als Singles wurden die Lieder A Question of Honour, Heaven Is Here, How Can Heaven Love Me und Time to Say Goodbye (Con te partirò) ausgekoppelt.

## Auszeichnungen für Musikverkäufe
Im Jahr 2007 wurde Fly für mehr als 250.000 verkaufte Exemplare in Deutschland mit einer Goldenen Schallplatte ausgezeichnet.
| Land/Region        | Auszeichnungen für Musikverkäufe (Land/Region, Auszeichnung, Verkäufe) | Verkäufe |
| ------------------ | ---------------------------------------------------------------------- | -------- |
| Deutschland (BVMI) | Gold                                                                   | 250.000  |
| Insgesamt          | 1× Gold ·                                                              | 250.000  |